# Navin Ramgoolam
Navin Ramgoolam (नवीन चन्‍द्र रामगुलाम) (Port Louis, 14 de julho de 1947) é um político mauriciano, foi primeiro-ministro da República de Maurícia, de 22 de dezembro de 1995 até 17 de setembro de 2000 e de 5 de março de 2005 até 17 de dezembro de 2014 e atual primeiro-ministro desde 13 de novembro de 2024.

## Biografia
Líder do Partido Trabalhista, ele é filho do "pai da independência" mauriciano, Sir Seewoosagur Ramgoolam.
Ele já era primeiro-ministro de 1995 a 2000. Ele supera o Movimento militante mauriciano de Paul Berenger durante as eleições legislativas de 3 de julho de 2005.
Navin Ramgoolam foi elevado ao posto de Grande Oficial da Legião de Honra pelo Presidente da República Francesa Jacques Chirac durante sua visita à França em março de 2006.
Nas eleições legislativas de 5 de maio de 2010, a Aliança para o futuro que liderou, reunindo o Partido Trabalhista e o Movimento Socialista, obteve 41 dos 62 assentos em disputa, e em 11 de maio ele foi reconduzido como primeiro-ministro.
Foi derrotado nas eleições parlamentares de 10 de dezembro de 2014.
Foi preso na sexta-feira, 6 de fevereiro de 2015. Ele é suspeito de obstrução da justiça e lavagem de dinheiro. A polícia vasculha sua casa em Vacoas e encontra dois baús. O ex-primeiro ministro diz que os códigos de acesso estão em posse de sua esposa. A polícia descobriu quase 3 milhões de rúpias em moeda estrangeira durante essa busca.